# イノセラムス
イノセラムス（学名: Inoceramus）は、絶滅した二枚貝の一属。中生代を代表する大型の二枚貝で、翼形亜綱・カキ目・イノセラムス科に属する。学名はギリシャ語で「頑丈な壺」を意味する。

## 生物的特徴
イノセラムスは方解石の"プリズム"による真珠光沢のある厚い殻をもつ。イノセラムスはかなり大型になる種がいくつか知られているが、古生物学者は富栄養化した酸欠状態の水中でも生きられるよう鰓を大型化させたためと考えている。

## 分布
イノセラムスはジュラ紀から白亜紀（約1億8960万年 - 約6604万年）にかけ全世界に分布した。北米に存在した西部内陸海路の堆積物であるピエール頁岩からは多くの種が報告されている。他の地域ではカナダ・バンクーバー島、グリーンランド、スペイン、フランス、ドイツ、日本、アラスカでの産出が知られている。特にグリーンランドでは187cmにもなる大型の種 (I.(Sphenoceramus) steenstrupi) が報告されている（ギャラリー参照）。
日本、特に北海道では主に以下の種が後期白亜紀の地層から産出している。括弧内には地質年代を記しており、上段ほど新しい年代、すなわち現代に近い時代の種である。
- イノセラムス・シコタネンシス（下部マーストリヒチアン）
- イノセラムス・バルチクス（上部カンパニアン）
- イノセラムス・ジャポニクス（下部カンパニアン）
- イノセラムス・アマクセンシス（サントニアン）
- イノセラムス・ミホエンシス（上部コニアシアン）
- イノセラムス・ウワジメンシス（下部 - 中部コニアシアン）
- イノセラムス・テシオエンシス（上部チューロニアン）
- イノセラムス・ホベツエンシス（中部チューロニアン）
- イノセラムス・ノダイ（上部セノマニアン）
- イノセラムス・ギンテレンシス（下部 - 中部セノマニアン）
- イノセラムス・ウィルガタス（下部 - 中部セノマニアン）

## ギャラリー

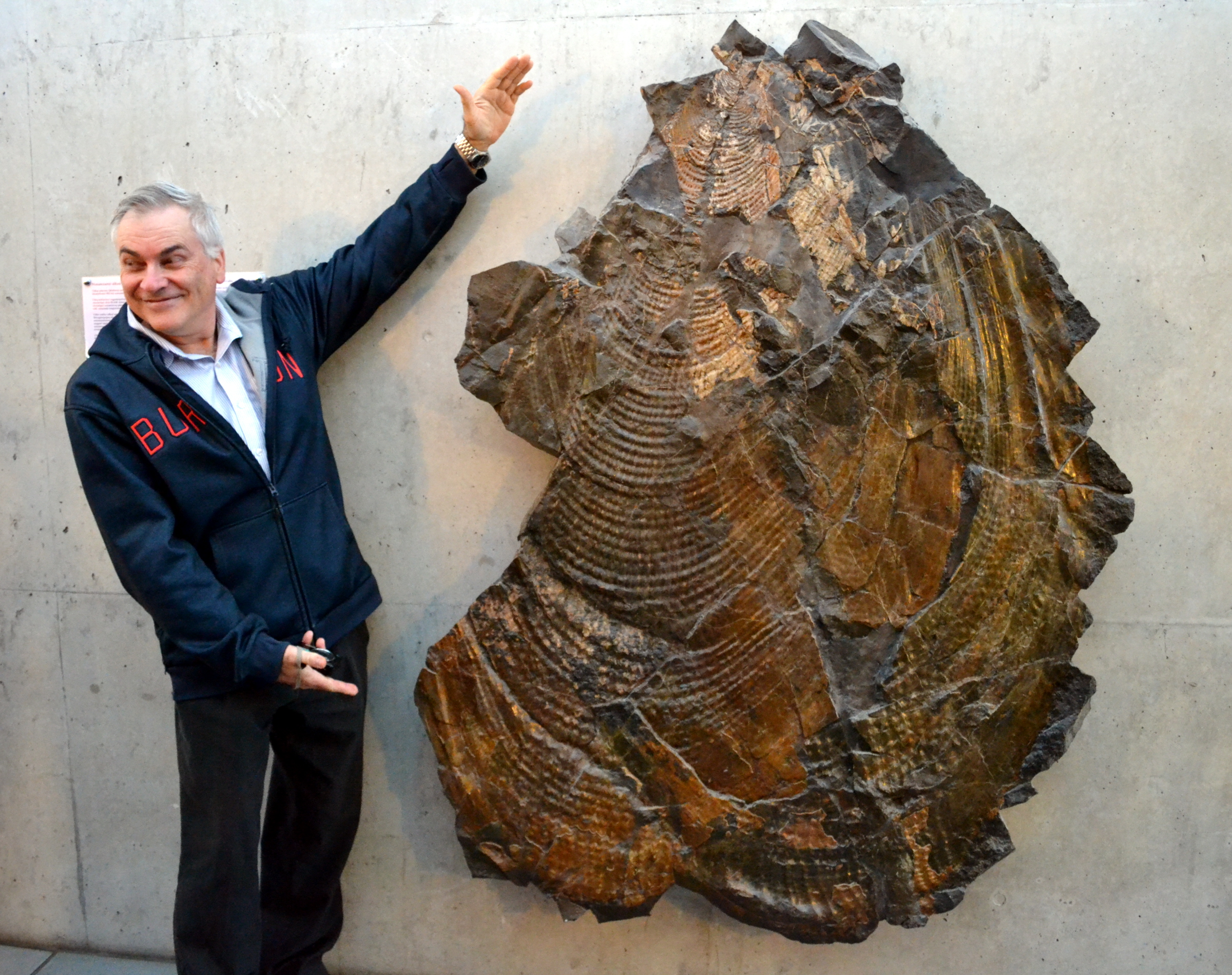
Inoceramus (Sphenoceramus) steenstrupi
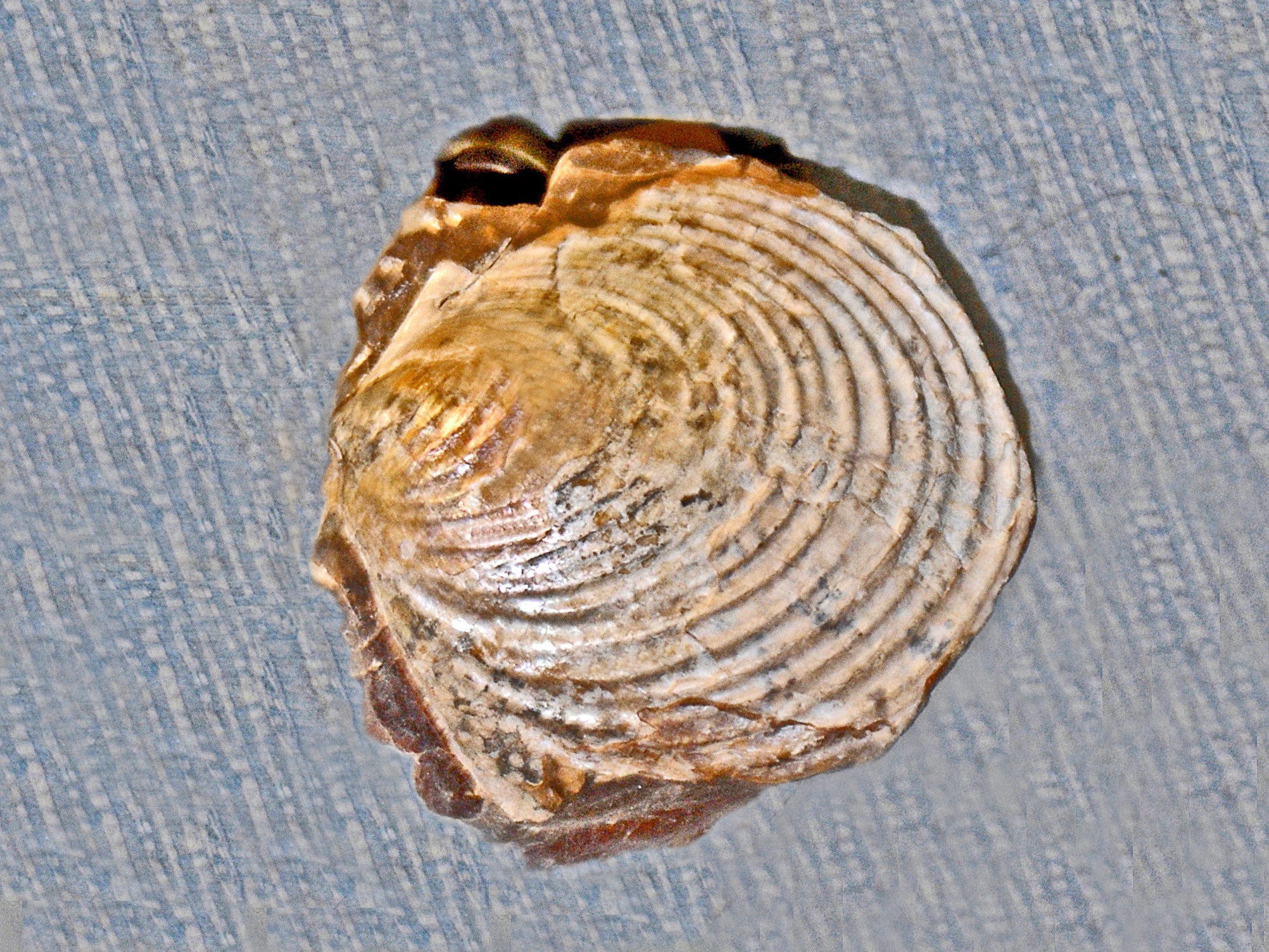
Inoceramus proximus
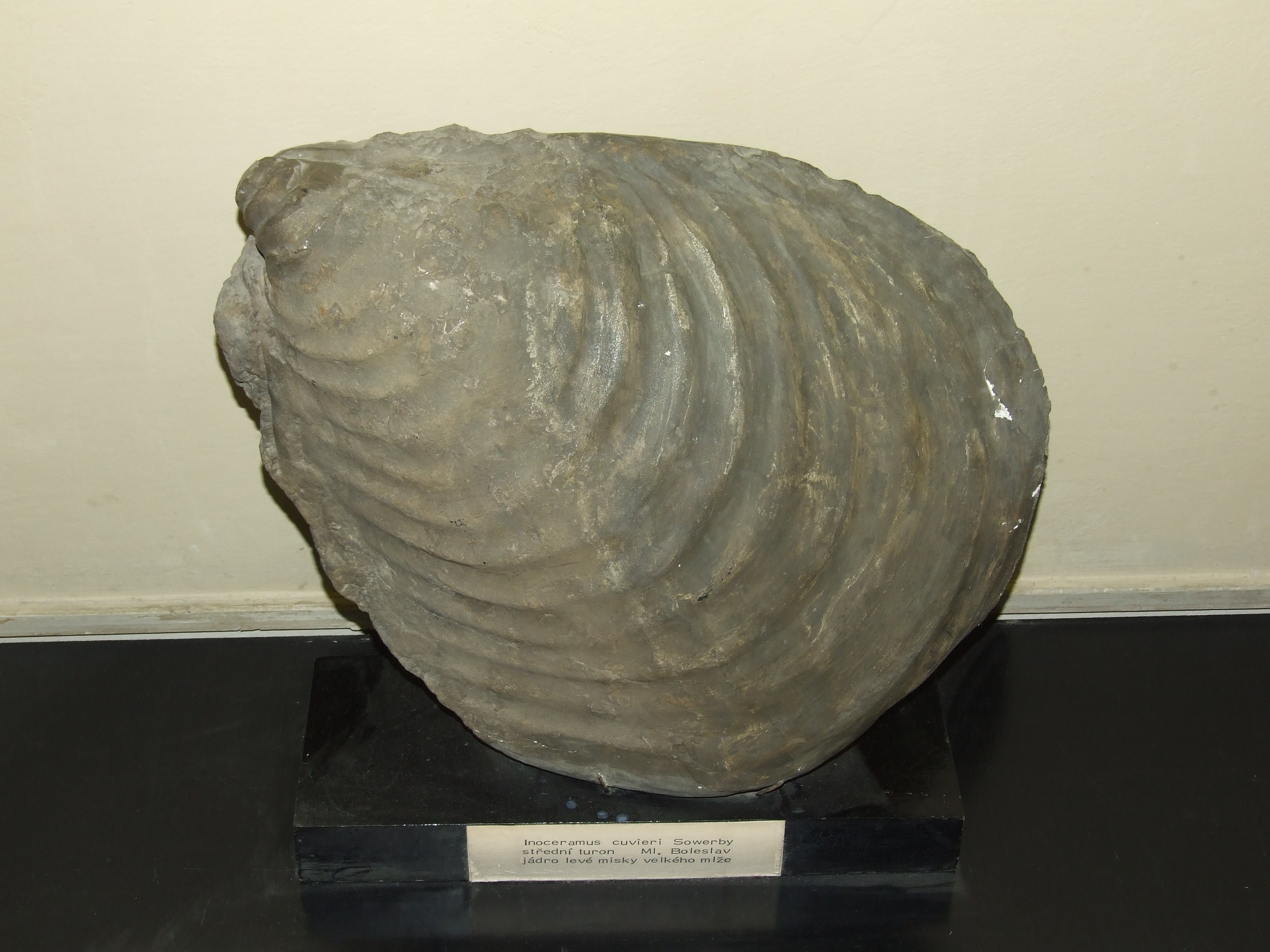
Inoceramus cuvieri
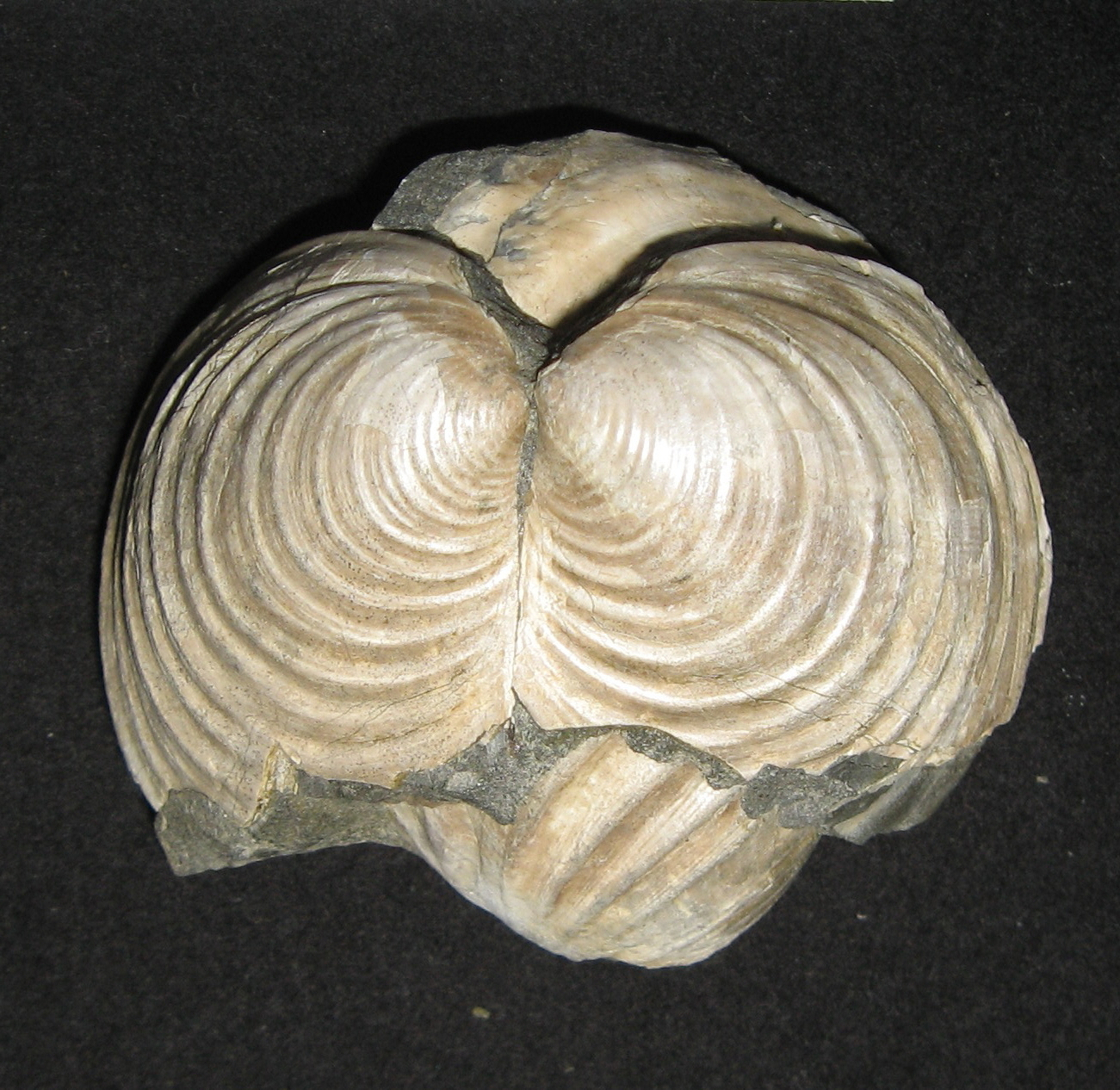
Inoceramus vancouverensis
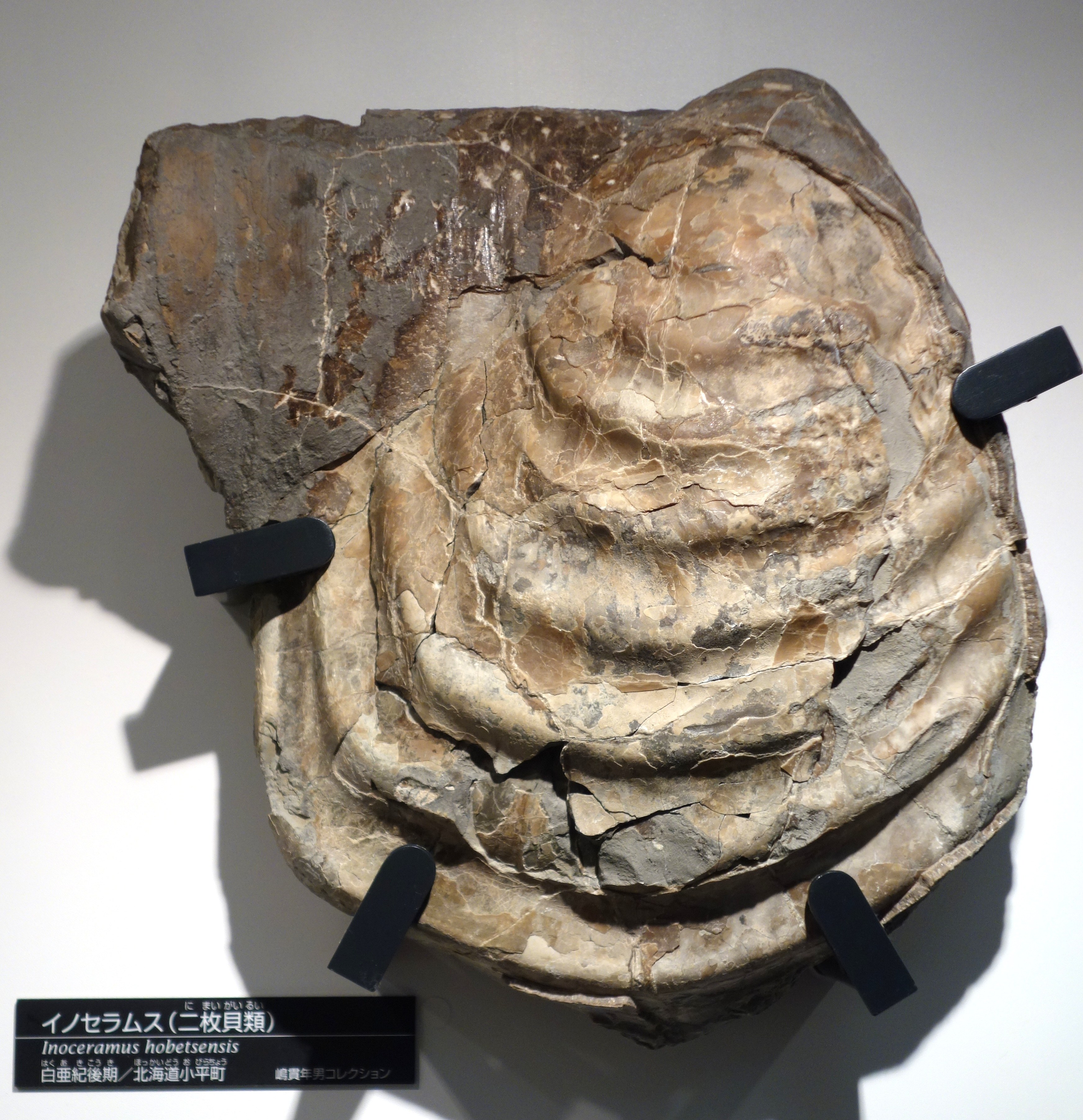
イノセラムス・ホベツエンシス (Inoceramus hobetsensis)